# أشرف بزناني
أشرف بزناني فنان فوتوغرافي ومخرج سينمائي مغربي (ولد في مراكش)، بدأ حياته الفنية الاحترافية بالفيلم القصير مهاجر. قام بكتابة سيناريوهات وأخرج العديد من الأفلام القصيرة والوثائقية على غرار مسيرة، بيدانيكرو وعيون. يعتبر من رواد فن التصوير السريالي والغرائبي في المغرب والعالم العربي، وقد اختير ضمن أفضل 100 فوتوغرافي في العالم سنة 2015.

## مشواره
أسس أشرف بزناني نادي الفن السابع للسينما التربوية ويترأس تحرير نشرة أوراق سينمائية الشهرية، ومجلة فوتوكافيه التي تعنى بالتصوير الفوتوغرافي وتصدر كل شهرين.
بعد مسيرة في عالم الإخراج السينمائي، انتقل أشرف بزناني إلى التصوير الفوتوغرافي وتخصص في التصوير السريالي.
وقد قدم مجموعة من الصور السريالية الخارجة عن المألوف والمتعارف عليه، وهي صور تجمع بين النقيضين، الحقيقة والخيال بحيث تمتزجان وتتشكلان في قالب فني واحد يكون مدعاة للغرابة والتساؤل والدهشة. ، ليتخصص فيه ويكون من رواده في المغرب والعالم العربي حاليا.
بدأ اهتمام بزناني بالتصوير في ثمانينات القرن الماضي، في بيت جدته في مدينة مراكش.
ظهرت أعمال بزناني الفوتوغرافية على أغلفة عدة مجلات عالمية منها مجلة «مامبو» الإسبانية . ومجلة «زوم» الإيطالية.

## إنجازات عالمية
اختير الفوتوغرفي المغربي أشرف بزناني، للتصنيف ضمن كتاب عالمي حول الفن المعاصر.
وافتتح الكتاب والذي حمل عنوان “وجوه الفن الحديث 2016″ والذي صدر مؤخرا بأوكرانيا، تصنيفاته بعرض أعمال أشرف بزناني العربي والأفريقي الوحيد الذي وقع عليه الاختيار لنشر مجموعة من أعماله في واحد من أبرز الكتب المهتمة بالفن التصويري في أوروبا.

### أفضل فناني العصر الحديث
صنف أشرف بزناني ضمن أفضل فناني العصر الحديث، ونشرت أعماله الفنية إلى جانب أعمال عمالقة الفن مثل سالفادور دالي وبابلو بيكاسو وخوان ميرو وهنري ماتيس.. في مؤلف خاص صادر عن المؤسسة الإيطالية روسو.
وحصل أشرف بزناني خلال التكريم على ذرع فضي يخلد لهذا الحدث في فيينا عاصمة النمسا.

### جائزة غاليليو غاليلي
يعتبر المغربي أشرف بزناني الفنان العربي والأفريقي الوحيد الذي نال جائزة غاليليو غاليلي في إيطاليا. الجائزة تمنح لفنانين مختارين حول العالم تقديرا لإنجازاتهم وتفردهم الإبداعي.

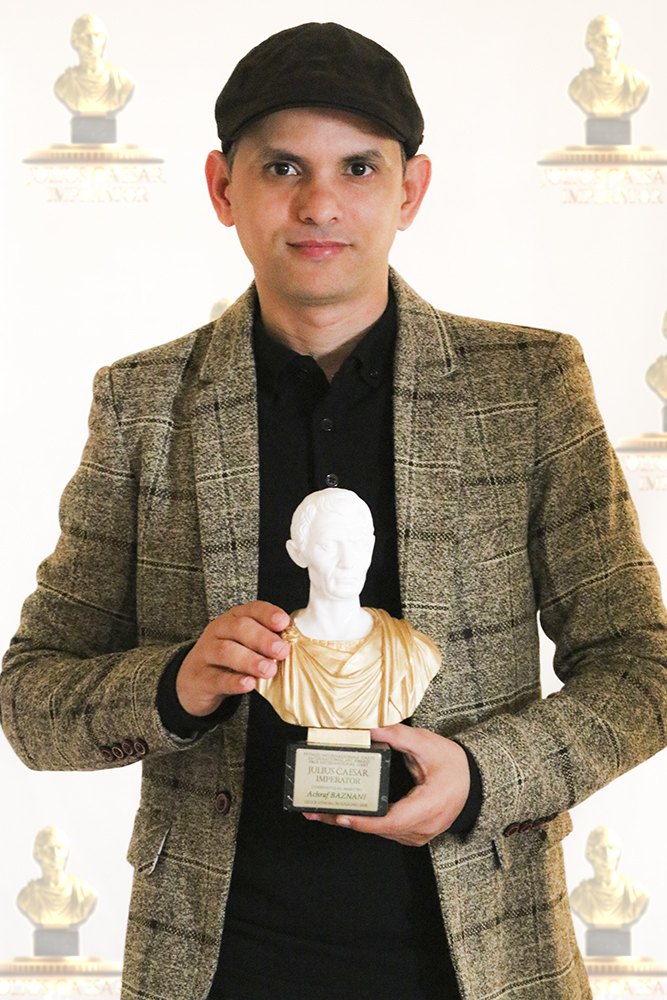
جائزة يوليوس قيصر من الأكاديمية الدولية للفن بإيطاليا

### جائزة يوليوس قيصر من الأكاديمية الدولية للفن
أشرف بزناني يتوج بدرع يوليوس قيصر من لدن الأكاديمية الدولية للفن بمدينة ليتشي جنوب إيطاليا سنة 2018.

## إيقونوغرافيا

### لوموند ديبلوماتيك
نشرت أعمال أشرف بزناني الفنية على مجلات وجرائد ومنشورات شهيرة منها ناشيونال جيوغرافيك، والشهرية الفرنسية الواسعة الانتشار لوموند ديبلوماتيك النسخة الفرنسية. لوموند ديبلوماتيك نشرت في عدد أكتوبر 2016 أربعة صور من إبداع الفنان المغربي أشرف بزناني وأرفقتها بمقال حول الانتخابات المغربية والملك محمد السادس. المقال أثار جدلا كبيرا في الأوساط السياسية في المغرب.

## أعماله

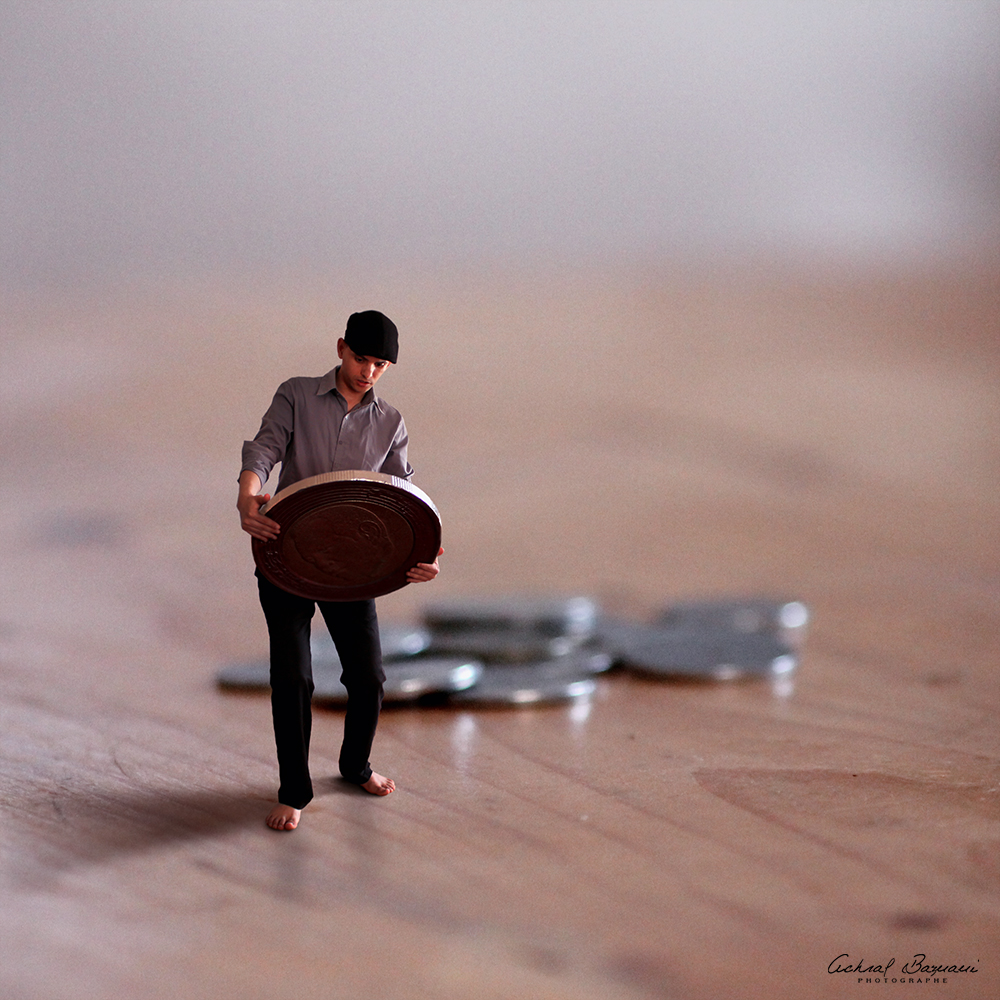
من أعمال أشرف بزناني

أصدر أشرف بزناني ألبوم أعماله السريالية عنوانه «عبر عدستي»، وهو أول ألبوم صور سريالية يصدر في المغرب، يعرض أفضل أعماله التي عرضت في كبريات مجلات التصوير الفوتوغرافي حول العالم، يأتي الألبوم ليعزز مكانته كمصور مغربي ضمن لائحة الفوتوغرافيين العالميين في صنف التصوير السريالي والمفاهيمي.
«داخل أحلامي» هو ثاني ألبومات الفنان أشرف بزناني بعد الألبوم السابق «عبر عدستي»، الذي يعتبر أول مؤلف يهتم بالتصوير الغرائبي والسريالي في العالم العربي. ويعتبر بزناني أول فنان عربي يصدر مؤلفا يهتم بالتصوير السريالي في المغرب والعالم العربي.

### معارض
- 2024: متحف ديقيس بمدينة برشلونة، إسبانيا [18]
- 2020: معرض كورونا ببرلين، ألمانيا [19]
- 2019: معرض المساواة بين الجنسين، بودابست، هنغاريا [20]
- 2015: معرض جماعي، بودابست، هنغاريا. 12 فبراير-4 مارس 2015
- 2015: معرض جماعي، معرض حديقة الفن الدولي، تريبيرج، ألمانيا. 27-28-29 مارس 2015
- 2015: معرض جماعي، غاليري 550، تيكساس، الولايات المتحدة الأمريكية، 25 مارس إلى 30 يونيه 2015

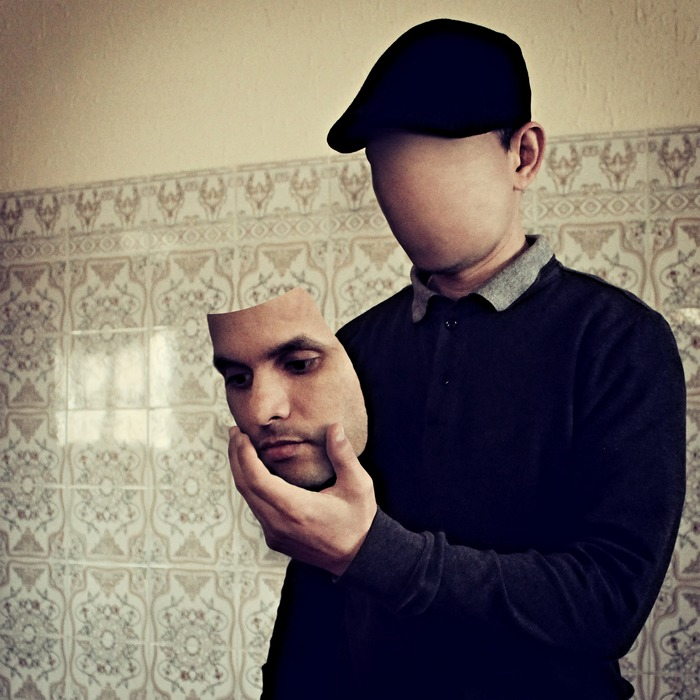
من أعمال الفنان

- 2016: معرض فردي، الرباط، المغرب

### مؤلفات فوتوغرافية
- 2014: عبر عدستي - العنوان الأصلي Through my lens باللغة الإنجليزية ISBN 978-1502793386 [1][21]
- 2014: داخل أحلامي - العنوان الأصلي Inside my dreams باللغة الإنجليزية ISBN 978-1502856586 [22]
- 2016: أنا - العنوان الأصلي I AM باللغة الإنجليزية. ISBN 978-1512321616
- تاريخ السريالية، History of Surrealism، إيديليفر، 2018، فرنسا ISBN 978-2-414-21510-2

### أفلام قصيرة
- مسيرة (2006)
- مهاجر (2007)
- لا تخبر أمي (2007)
- بيدانيكرو (2007)
- منسيون (وثائقي) (2007)
- سكيزو (2007)
- إيشاب (2007)
- عيون(2009)
- الشهير (2016) [23]

### على أغلفة مجلات
ظهرت أعمال بزناني الفنية على أغلفة عدة مجلات عالمية:
- Unbound, 2024 [24]
- مجلة الأديب الثقافية، عدد أبريل 2024 [25]
- Le Désir, 2024 [26]
- Looker, 2024 [27]
- PH magazine, Canada, issue 42,
- FOTOdigital, Portugal, issue 17
- Magazine, US, issue 2
- PicsArt, US, issue 15
- Mambo, Spain, Special Edition december 2014
- One Shoot magazine, Mexico, issue 27
- Zarah magazine, US, October 2014
- Focus, Issue 8, March 2015
- 2016، مجلة Zoom الإيطالية

### جوائز
- 2015 الجائزة الثانية في مسابقة المعرض الدولي بارك آرت فير بألمانيا [28]
- 2016 جائزة «الفن اليوم» في ألمانيا [29]
- 2017 الجائزة الدولية «غاليليو غاليلي» بمدينة بيزا الإيطالية [13][30]
- 2017 : مرشح لجائزة الفنون الإبداعية العالمية، لندن [31]

### مشاركاته كمخرج
- 2009: مهرجان لاشارنيير[32] بمدينة ليل فرنسا
- 2009: المهرجان الوطني للفيلم التربوي بفاس الدورة الثامنة
- 2009: المهرجان الدولي للفيلم القصير والوثائقي بالدار البيضاء الدورة الرابعة [33]
- 2009: مهرجان [34] Mobile Film Festival بالدار البيضاء

## جدل
في 11 سبتمبر 2016 قام موقع مغربي مغمور بتحقيق يقول فيه أن أشرف بزناني بنقل الأعمال الفنية، فيما نفى أشرف بزناني هذه الاتهامات ونشر توضيحا يتهم فيه علي عمار مدير موقع لوديسك برفض نشر حقه في الرد الذي يكفله له قانون الصحافة في المغرب وفي العالم. وأضاف الفنان أشرف بزناني في حوار نشر على موقع "البرلمان المغربي" "أن هذا الموقع لا يتحلى بالمهنية الكافية وهو يجمع مبتدئين يكتبون بكل خبث من أجل الإساءة لكل منجزات المغاربة من فنانين وسياسيين وغيرهم، بغرض جذب القراء للانخراط مقابل المال من أجل الاطلاع على الأخبار، التي أغلبها كاذبة ولا أساس لها من الصحة. يوزعون الاتهامات ويسيؤون لأعراض الشرفاء بعيدا عن أخلاقيات السلوك المهني للأداء الصحفي. محاولتهم اليائسة بعيدة عن الأمانة الصحفية، هم شرذمة من أعداء النجاح، لكنهم لن يصعدوا على أكتافي."
ورد أشرف بزناني على الاتهامات الموجهة إليه في تصريح لموقع CNN العربي قائلا أن اتهامات النقل غير صحيحة. متحدثًا عن أن ما نُشر «يبقى كذبًا لأجل تبخيس أعماله الفنية التي حصل بها على عدة جوائز»، وعن وجود «نية للإساءة إليه»، نافيًا كذلك أن يكون قد أشعر فيسبوك لحذف الروابط، لافتًا إلى أن هذه الاتهامات تأتي «لزيادة الكراهية ضده». وقال أشرف لـCNN بالعربية: «أستلهم أعمال الفنية من أفلام الخيال العلمي مثل 'أليس في بلاد العجائب'، كما أن بعض الأعمال الأخرى من وحي الحياة وأخرى تطبيق لمقترحات رواد صفحتي على فيسبوك. ولا أتحقق من من أن هذه الأفكار من وحيهم أم هي أفكار متداولة على الشبكة العنكبوتية».
وفي حوار للفنان أشرف بزناني نشر على موقع «البرلمان المغربي» قال: «أعمالي كلها أصلية وأنا بطلها، أصنع فضاءات عملاقة وأضع نفسي داخلها. أعمالي مستوحاة من عالم خيالي أغوص فيه، من خلال حضوري في كل الصور التي قدمتها وسط فضاءات مختلفة.» وأضاف: «الخروج عن المألوف يضع الأعمال الفوتوغرافية في مراتب متقدمة ومميزة ويجعل منها صورا ناجحة. أستوحي بعض الأفكار من أفلام الخيال العلمي والقصص المصورة، وبعضها خاص من وحي خيالي، بحيث أبني عوالم افتراضية غير واقعية لأضع نفسي داخلها بعيدا عن التصوير المألوف والمستهلك والبسيط. طبعا أستوحي أعمالي من خيالي أولا وبعضها من فنانين سينمائيين معروفين مثل بيتر هاندكه وروب ليترمان وتيم برتون وغيرهم. وبعض الأفكار هي تطبيق لمقترحات رواد صفحتي على الفيسبوك الذين تجاوز عددهم 120 ألفا.»

## وصلات خارجية
- أشرف بزناني على موقع IMDb (الإنجليزية)